# Giovanni Francesco Braccioli

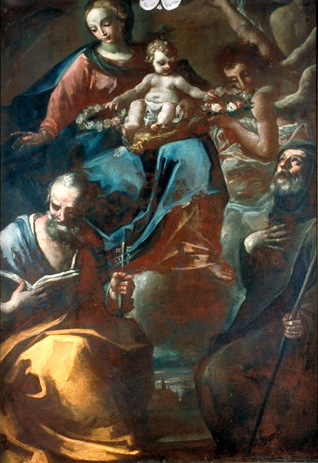
Madonna col Bambino, San Giuseppe e San Francesco di Paola, pala del pittore Giovanni Francesco Braccioli datata 1735-37 e conservata nella Chiesa parrocchiale di San Valentino a Salara.

Giovanni Francesco Braccioli (Ferrara, 1697 – Ferrara, 14 luglio 1762) è stato un pittore italiano.

## Biografia
Fratello minore del letterato e librettista Grazio Braccioli, nacque da una famiglia di commercianti. Fin da giovane dimostrò particolare inclinazione per la pittura, e ricevette i primi insegnamenti dal pittore ferrarese Giacomo Parolini. Trasferitosi a Bologna, si aggregò anche allo studio di Marcantonio Franceschini e successivamente di Giuseppe Maria Crespi detto lo Spagnolo. Fu tra gli esponenti della scuola ferrarese e lavorò in Emilia e in Veneto su soggetti prevalentemente a tema religioso, opere che impreziosendo chiese in seguito distrutte o sconsacrate risultano quasi del tutto scomparse.
Tra queste si ricordano due dipinti olio su tela presenti nella chiesa parrocchiale di San Giorgio Martire a Trecenta e raffiguranti una Santa Lucia e una Sant'Agata, entrambi datati 1728. Tra le opere a tema laico si ricordando le due Sibille esposte al pubblico presso la Pinacoteca nazionale di Ferrara .